# Ado (speelgoed)
Ado is een Nederlandse fabrikant van speelgoed en kindermeubels. De afkorting ado stond aanvankelijk voor Arbeid door onvolwaardigen. Het speelgoed werd gemaakt in de nazorgwerkplaats van TBC-sanatorium Berg en Bosch, later in de sociale werkplaats in Zeist, en thans in een werkplaats in Ede. Het meeste speelgoed uit het sanatorium werd bedacht door Ko Verzuu.
De merknaam wordt gewoonlijk met kleine letters geschreven.

## Geschiedenis
Het eerste speelgoed werd vanaf 1922 gemaakt door tuberculosepatiënten van het sanatorium Berg en Bosch in Apeldoorn. Zij vervaardigden het houten speelgoed als onderdeel van de therapie waarmee zij werden voorbereid op de terugkeer in de maatschappij. Daarom stond de afkorting ado voor Arbeid door onvolwaardigen, verwijzend naar de beperkte arbeidskracht van de patiënten. In 1934 werd het sanatorium verplaatst naar Bilthoven; de productie van het speelgoed verhuisde mee. Het degelijke, maar dure speelgoed was in deze tijd voornamelijk te koop bij grote warenhuizen als Metz & Co en De Bijenkorf.
Toen er een einde kwam aan het sanatorium in 1962, nam de sociale werkplaats in Zeist de productie over. De afkorting ado kreeg een nieuwe betekenis, namelijk: Apart Doelmatig Onverwoestbaar. Ook de aard van het speelgoed veranderde: de felgekleurde autootjes, poppenmeubeltjes en blokkendozen maakten plaats voor blankhouten loopfietsjes, trekkarren en kindermeubeltjes. Aanvankelijk was er nog een brede afzetmarkt te vinden en bood het bedrijf werkgelegenheid aan 550 mensen met een lichamelijke of een verstandelijke beperking. Door de grote internationale concurrentie werd het bedrijf eind 2005 gedwongen om een inhaalslag te maken en werd een vernieuwingsplan gemaakt. Dat leverde echter niet het gewenste resultaat op. In 2006 moest de Sociale Werkvoorziening Zeist besluiten om met de productie en verkoop van ado-producten te stoppen.
Er wordt nog steeds speelgoed gemaakt onder de naam ado, in het Gelderse Ede.

## Ontwerp
Ontwerper van de autootjes, treinen en meubeltjes was Ko Verzuu. Met zijn ontwerpen sloot hij aan bij de strakke vormgeving en felle kleuren van de kunststroming De Stijl, maar ook kenmerken van andere kunststromingen zijn terug te vinden in zijn ontwerpen. Verzuu was goed op de hoogte van de kunst van zijn tijd. Verzuu liet zich sterk inspireren door de architecten en meubelontwerpers Gerrit Rietveld en Henk Wouda. Het speelgoed werd gemerkt met een metalen plaatje met het ado-logo of met een brandmerk. Ook Pieter van Gelder en Monika Buch hebben speelgoed voor ado ontworpen.

## Galerij

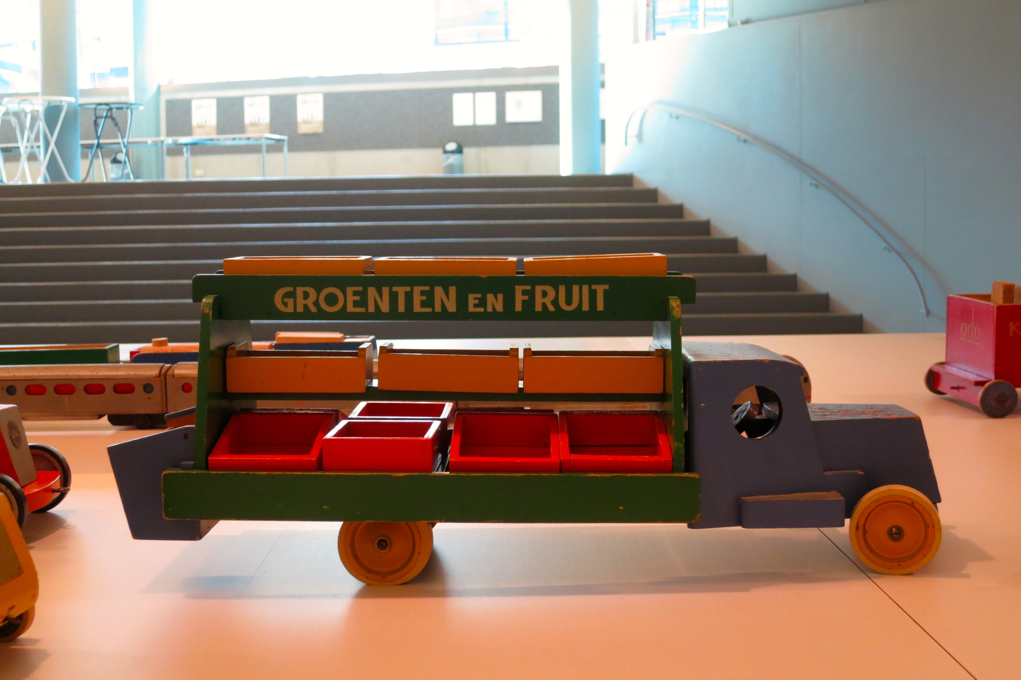
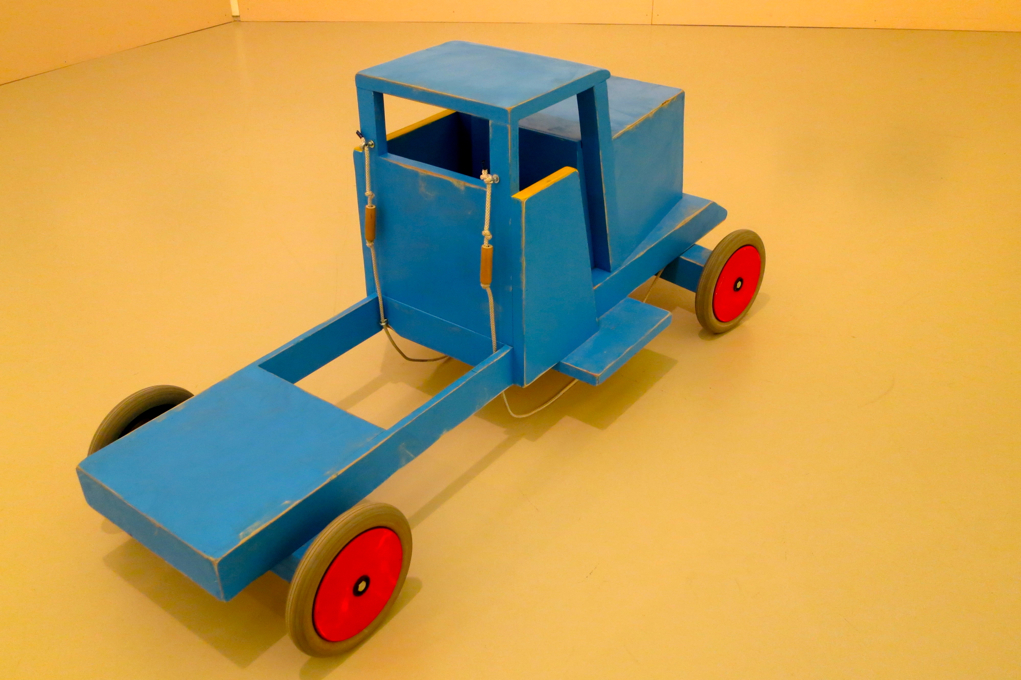
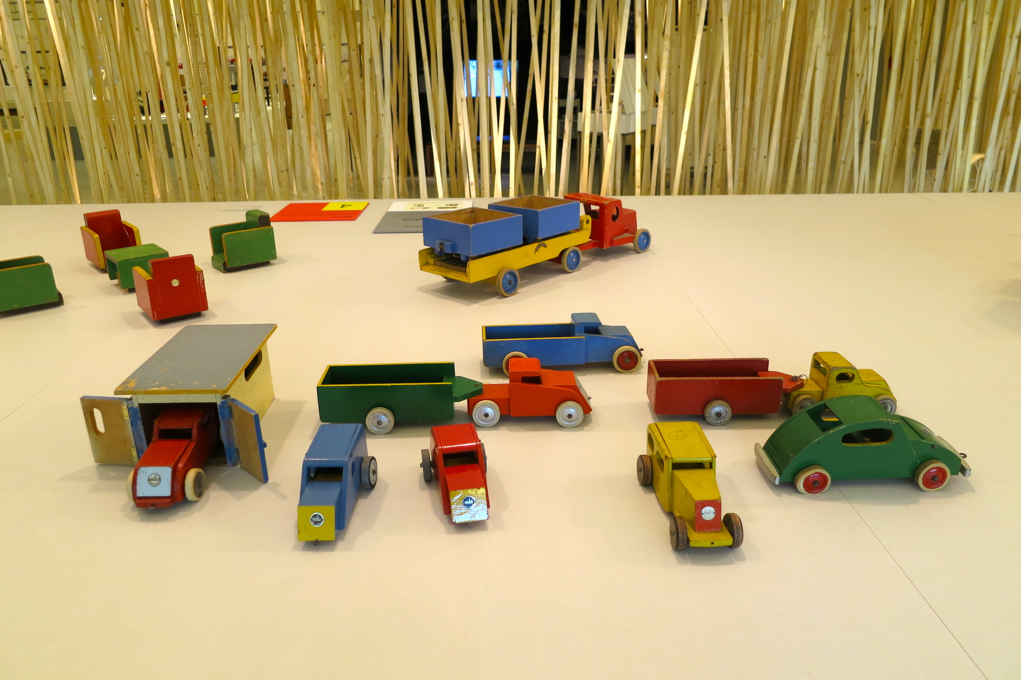
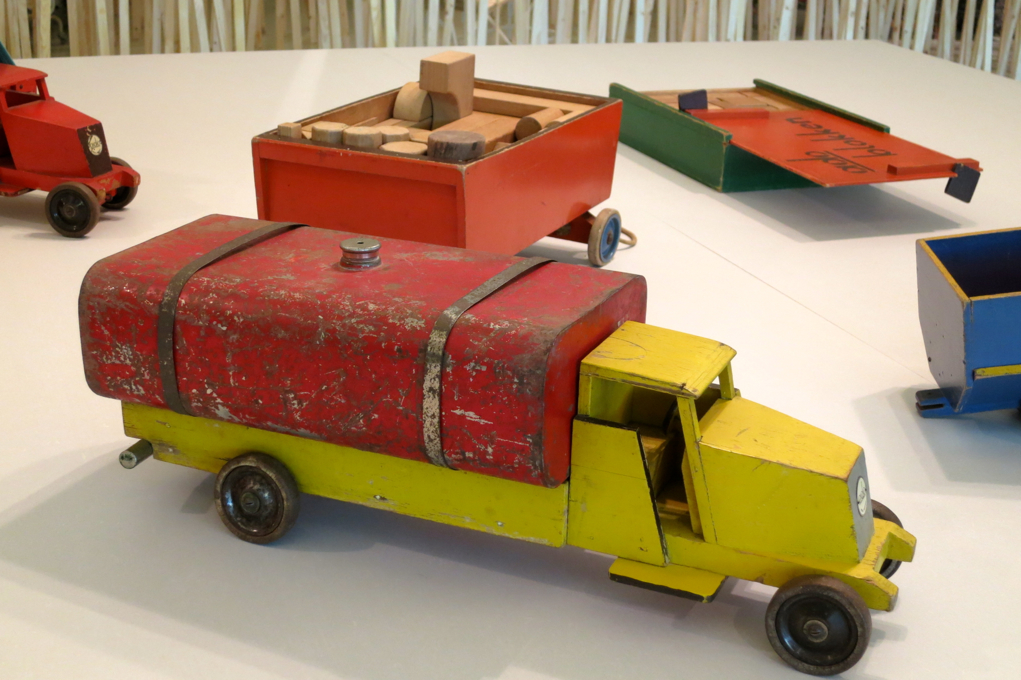
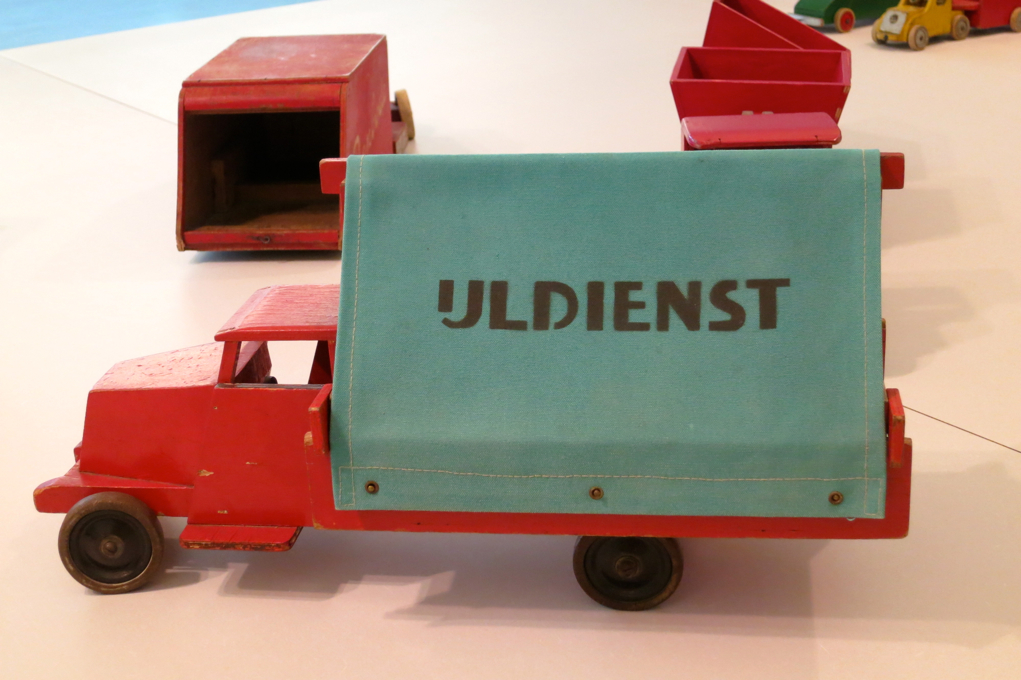